# نورمان بويد
نورمان بويد (بالإنجليزية: Norman Boyd)‏ هو سياسي بريطاني، ولد في 16 أكتوبر 1961 في بلفاست في المملكة المتحدة. حزبياً، نشط في Northern Ireland Unionist Party ‏. وقد انتخب عضو الجمعية التشريعية الأولى لأيرلندا الشمالية عن دائرة South Antrim (Assembly constituency) ‏ وقد انضم خلال فترته النيابية ‏ (15 يناير 1999 – 28 أبريل 2003)  للكتلة البرلمانية Northern Ireland Unionist Party ‏ وفي انتخابات الجمعية التشريعية لأيرلندا الشمالية، 1998 ‏، انتخب عضو الجمعية التشريعية الأولى لأيرلندا الشمالية عن دائرة South Antrim (Assembly constituency) ‏ وقد انضم خلال فترته النيابية ‏ (25 يونيو 1998 – 15 يناير 1999)  للكتلة البرلمانية UK Unionist Party ‏.